# McGrath (Alasca)
McGrath é uma cidade localizada no estado americano de Alasca, no Distrito de Yukon-Koyukuk.

## Demografia
Segundo o censo americano de 2000, a sua população era de 401 habitantes.
Em 2006, foi estimada uma população de 360, um decréscimo de 41 (-10.2%).

## Geografia
De acordo com o United States Census Bureau, a localidade tem uma área de 141,4 km², dos quais 126,6 km² cobertos por terra e 14,8 km² cobertos por água.

## Localidades na vizinhança
O diagrama seguinte representa as localidades num raio de 136 km ao redor de McGrath.